# The Dry Salvages
The Dry Salvages composto e pubblicato nel 1941, è il terzo dei Quattro quartetti, opera del poeta e critico statunitense T. S. Eliot. Venne successivamente ripubblicato nel 1943, insieme ad altre tre analoghe composizioni create dal 1935 al 1942 (Burnt Norton, East Coker, Little Gidding), in un unico libro.
Con questa poesia Eliot iniziò a progettare consapevolmente la raccolta dei Quartetti come un tutto unico. Essa venne scritta durante i raid aerei tedeschi sulla Gran Bretagna successivi al sostanziale fallimento della Battaglia d'Inghilterra e del tentativo di invasione tedesca del Regno Unito. Eliot visse pertanto sotto la costante minaccia dei bombardamenti, mentre componeva e teneva lezioni e conferenze nella zona.
Il tema della poesia è il tempo e quale posto occupi l'umanità nel tempo. La vita viene metaforicamente descritta come un viaggio su una barca; Eliot afferma anche che la fissazione dell'umanità per la scienza e per i profitti distoglie i viaggiatori dal raggiungere la loro vera destinazione. Nel poema viene evocata l'immagine di Krishna per mettere in evidenza la necessità di seguire la volontà divina anziché perseguire solo dei vantaggi personali.

## Introduzione
Eliot iniziò a lavorare alla composizione di The Dry Salvages verso la fine del 1940, durante la Seconda guerra mondiale, nel periodo successivo alla Battaglia d'Inghilterra in cui Londra era sottoposta a frequenti bombardamenti da parte dell'aviazione tedesca. In quel periodo egli si spostava di frequente trascorrendo il tempo a scrivere lezioni o conferenze da tenere nella zona. Tuttavia, riuscì a trovare il tempo di scrivere il terzo poema che sarebbe in seguito divenuto parte dei Quattro quartetti: Eliot previde che Burnt Norton, East Coker, The Dry Salvages e un quarto poema non ancora creato avrebbero dovuto essere riuniti in un'unica raccolta. La scrittura della poesia fu rapida ed Eliot inviò la prima bozza a John Hayward il 1º gennaio 1941. Dopo che Hayward ebbe ricevuto la bozza, iniziò una corrispondenza con Eliot relativamente alle correzioni e alle modifiche da apportare. Anche Geoffrey Faber prese parte alla revisione e presto la poesia venne completata. Fu pubblicata nell'edizione di febbraio 1941 del New English Weekly.
Questo quartetto è ambientato in quella regione geografica degli Stati Uniti che si chiama Nuova Inghilterra, dove Eliot, che era nato a St. Louis, Missouri, sul fiume Mississippi, passò gli anni dell'infanzia e della sua prima formazione. Il titolo della composizione, che tradotto letteralmente significa "asciutti salvataggi", è il nome di un piccolo gruppo di scogli, con un faro, al largo della costa nordorientale di Cape Ann, nel Massachusetts dove la famiglia del poeta era solita passare le vacanze. Eliot stesso spiega in una nota all'inizio del poemetto che il nome è presumibilmente una traduzione "fonetica" dal francese "les trois sauvages".
Nel significato del titolo è presente implicitamente l'idea del tirare in secco e salvare qualcuno da un naufragio. In effetti, in questo quartetto è costantemente presente il tema dell'acqua, che Eliot aveva già più volte affrontato in passato; in particolare si sente risuonare quella "morte per acqua" che è uno dei temi e punti centrali e nodali della Terra desolata. Qui si manifesta tuttavia la possibilità reale di un salvataggio, di una salvezza da un naufragio che nel precedente poema era vista ancora come impossibile, o comunque irraggiungibile con le sole forze umane.

## Struttura
The Dry Salvages viene descritto come un poema dell'acqua e della speranza. Esso inizia con delle immagini del mare, dell'acqua e del passato di Eliot; quest'acqua diventa in seguito una metafora della vita e delle azioni umane.

### I tempo
Il quartetto inizia con l'immagine del grande fiume alle cui rive il poeta ha trascorso i primi anni della vita (il Mississippi); esso viene personificato con un misto di venerazione e di nostalgia: "un forte dio bruno", e ne vengono descritti gli atteggiamenti, le abitudini, le qualità: "scontroso, indomito e irascibile, paziente fino a un certo punto". Appare qui un accenno al mito della "frontiera" che tanta importanza ha avuto nello sviluppo degli Stati Uniti, (il fiume fu per un certo tempo il confine tra le terre abitate dai coloni europei e le "terre selvagge”, abitate dai popoli indigeni). La storia del grande fiume viene conclusa giungendo ai nostri giorni, quando ormai esso non è altro che "un problema per il costruttore di ponti" e il poeta chiude malinconicamente con l'oblio in cui è caduta l'antica venerazione: “una volta risolto il problema, il dio bruno è quasi dimenticato”. Ma in realtà, il fiume non ha cessato di vivere; anche se gli abitanti delle città che sorgono sulle sue rive e "gli adoratori della macchina” preferiscono dimenticarne l'esistenza, egli resta fedele alla sua natura, e ricorda loro quanto possa ancora essere distruttivo (in effetti le piene del Mississippi sono a volte devastanti).
Appaiono alcune immagini dell'infanzia del poeta, in cui la presenza del fiume era silenziosa, ma profonda, intensa, pulsante: “il suo ritmo era presente”. A queste immagini si sovrappone improvvisamente la visione del mare: “Il fiume è dentro di noi, il mare tutto intorno a noi; / il mare è anche l'orlo della terra, il granito / entro il quale si addentra, le spiagge dove scaglia / le sue testimonianze di una creazione diversa e più antica”. Il fluire del fiume evoca qui il pulsare del sangue dentro di noi e lo scorrere del tempo, mentre il mare che circonda ovunque la terra richiama l'eternità che circonda il tempo.
Il potere del mare è infinitamente incommensurabile rispetto a quello del fiume: "scaglia ciò che noi perdiamo, la rete lacerata, / la trappola per le aragoste fracassata, il ramo spezzato, / gli arnesi di stranieri morti. Il mare ha molte voci, / molti dei e molte voci.". Vengono passate in rassegna le molte voci di questo immenso mondo d'acqua: l'ululato, il guaìto, "il pianto del cordame, / la minaccia e carezza dell'onda", "il brontolio lontano", "il monito lamentoso del promontorio che si avvicina", "il fischio della boa sballottata / doppiata nel viaggio di ritorno, e il gabbiano".
La boa è il primo richiamo al piccolo faro presente sugli scogli che danno il titolo al poemetto, che prosegue con l'immagine di una "campana che rintocca / misura di un tempo che non è il nostro", un tempo "che è più vecchio del tempo dei cronometri", un tempo che è più vecchio di quello contato dalle donne che attendono nell'ansia insonne il ritorno degli uomini che sono sul mare di notte, e nell'attesa cercano di "disfare, sdipanare, districare / e rappezzare insieme il passato e il futuro". Quest'ultima immagine richiama la figura di Penelope, che tesseva e disfaceva la tela nell'attesa del ritorno di Ulisse.
La riflessione sul potere del mare non è altro in realtà che una meditazione sul potere del tempo che sovrasta l'essere umano, e su come il tempo, ancora una volta, non possa essere interamente compreso da noi, trovandosi fuori dal nostro controllo (la campana che rintocca "misura un tempo che non è il nostro"). Il destino non è nelle nostre mani.
Il primo tempo si conclude richiamando i temi della luce e dell'oscurità: "Tra la mezzanotte e l'alba", del passato e del futuro: "quando il passato è tutto inganno / e il futuro non ha futuro", del tempo e del principio, fusi insieme nell'immagine della campana: "quando il tempo si ferma e il tempo non ha fine; e alla risacca, che è e che era nel principio, / rintocca / la campana.".

### II tempo
Il secondo tempo inizia con una sestina petrarchesca, trattata con una certa libertà (con la rima tra le strofe, non all'interno di esse), che riflette con un tono lamentoso e a tratti sconsolato sul destino degli uomini che si avventurano nell'oceano e delle donne che aspettano il loro ritorno e temono l'annuncio della catastrofe: “Non avrà fine il viaggio dei rottami alla deriva, / la preghiera delle ossa sulla spiaggia, preghiera che non si può recitare al terribile annuncio?” Il destino dell'uomo sul mare è in sostanza il destino di ogni essere umano, che lotta e vive sempre con dolore, accorgendosi alla fine di aver vissuto “tra le rovine / di ciò in cui si credeva come più certo / e dunque meglio si presta ad essere ripudiato.”.
Il risultato di questa consapevolezza finale è che "viene meno l'orgoglio / o il risentimento per il mancare delle forze, / la devozione senza attaccamento che potrebbe sembrare mancanza di devozione" e la vita intera appare ora come quando si è "in barca alla deriva che a poco a poco fa acqua, / il tacito ascoltare l'innegabile / clamore della campana dell'ultima annunciazione", che altro non è che l'annuncio del naufragio e della morte.
Appare adesso una riflessione sul tempo, in rapporto con l'oceano: “Non possiamo pensare a un tempo che sia senza oceano, / a un oceano che non sia cosparso di rottami / a un futuro che non sia capace / di essere, come il passato, senza destinazione.”.
L'ultima strofa della sestina è intessuta sul motivo della fine e del principio: nelle prime due strofe è presente la parola “fine”, e alla conclusione della strofa appare il termine Annunciazione (che prende l'iniziale maiuscola e si carica di un significato spirituale) che simboleggia il “principio”. La strofa riassume, trasfigurandoli in una visione universale, il dolore e la deriva della vita: “Non vi è fine in esso, nel lamento senza voce, / non vi è fine nell'appassire dei fiori appassiti, / nel moto del dolore che è senza dolore ed immobile, / nella deriva del mare e nei rottami alla deriva, / nella preghiera delle ossa alla Morte, loro Dio. Soltanto la preghiera, che a stento si può appena implorare, / dell'unica Annunciazione.”.
La seconda parte del tempo riprende il tema svolto nella prima con un linguaggio in prosa, diluendone il significato. Anzitutto viene affrontato il rapporto che si ha con il passato quando si diventa vecchi, e il tempo non è più visto come una successione interminabile di attimi, o uno sviluppo, ma come un insieme di momenti staccati l'uno dall'altro, qualcuno dei quali ci colpisce maggiormente e resta nella memoria in modo più intenso; sono soprattutto i momenti di "illuminazione improvvisa" che si imprimono nel nostro essere, restando come fuori dal tempo, anche se talvolta non ne abbiamo compreso appieno il significato, "e avvicinarsi al significato restituisce l'esperienza / in una forma diversa, al di là di ogni significato / che possiamo assegnare alla felicità.". Il poeta qui afferma che il passato è un'esperienza che va oltre la vita del singolo, oltre i singoli momenti che sono stati, estendendosi alla vita “di molte generazioni”, comprendendo in sé anche "qualcosa che probabilmente è del tutto inesprimibile".
Ritorna la riflessione sui "momenti di estrema sofferenza" che, indipendentemente da ciò che li ha causati, "sono anche essi permanenti. / Hanno la permanenza del tempo.". Tuttavia, mentre per noi le azioni e gli eventi della vita vengono in parte a sovrapporsi alla sofferenza, l'esperienza del dolore negli altri resta nella memoria come un punto fermo, un momento senza prima né dopo, quasi astraendosi dallo scorrere del tempo, che non serve a vanificare il dolore. "La gente cambia, e sorride: ma la sofferenza resta. / Il tempo che distrugge è il tempo che conserva". Come immagine di un tempo che distrugge e contemporaneamente conserva Eliot presenta qui "la mela amara e il morso della mela", richiamo evidente al simbolo del peccato originale, rifacendosi in particolare a John Milton, nel Paradiso perduto.
Il tempo si conclude con un ritorno allo stile lirico, e nello sforzo di ricerca di un significato il poeta si ritrova davanti l'immagine del fiume, che nel suo lento fluire trasporta ogni cosa, e del mare, delle "acque senza pace", in cui "se il giorno è buono è sempre un segnale / per guidare la rotta: ma nella stagione cupa, / o nella furia improvvisa, è ciò che sempre fu.".

### III tempo
All'inizio della terza parte il poeta si sofferma a riflettere sul discorso che Krishna fa ad Arjuna nella Bhagavad-Gita sulla necessità per l'uomo di compiere azioni il più possibile disinteressate e sul significato del futuro, inteso come qualcosa che, già prima di esistere, non ha alcun senso: esso “è un canto svanito”, qualcosa di impalpabile, una promessa che non sarà mantenuta: ”l'ascesa è la discesa, il progresso è il regresso”.
Immediatamente dopo, Eliot contraddice apparentemente l'espressione di Pascal che “il tempo guarisce il dolore, perché si cambia, non si è più la stessa persona” (Pensieri, II, 122), affermando invece che “il tempo non guarisce nulla: il paziente non c'è più.”. In realtà, più avanti Eliot stesso affermerà che ad ogni attimo che passa non si è più gli stessi dell'attimo precedente: si è ipotizzato che, mentre Pascal vedeva la "continuità in divenire" come una qualità della persona, in Eliot vi fosse invece una "visione sincronica" dei diversi momenti, in cui ogni momento è presente a tutti gli altri, e la persona è sempre diversa in ogni momento.
Si presenta poi l'immagine di un viaggio in treno, con la sottolineatura dell'espressione di sollievo dei viaggiatori al momento della partenza, come se il viaggio di per sé fosse un motivo di speranza, un'occasione per cambiare vita, per mutare interiormente.
Inizia qui l'esortazione a proseguire il viaggio, senza preoccuparsi né del passato né del futuro, ma con la prospettiva di vivere ogni momento presente come un attimo di avanzamento e di cambiamento: “Avanti, viaggiatori! senza fuggire dal passato / verso vite differenti, o verso qualsiasi futuro; / voi non siete le stesse persone che hanno lasciato la stazione / o che arriveranno a qualsiasi destinazione”.
All'immagine del treno con “i binari sfuggenti che si stringono dietro di voi” si aggiunge a complemento la visione di un transatlantico “pulsante”, con gli occhi dei naviganti fissi sul solco creato nell'acqua dalle eliche, ed il poeta ribadisce che non si deve pensare “che il passato è finito / o che il futuro è davanti a noi”. Eliot rievoca qui l'esperienza di Ulisse narrata nel canto XXVI dell'Inferno di Dante, riecheggiandone il discorso sull'importanza di tendere sempre in avanti, sempre verso l'ignoto, senza rimpianti del passato o timori per il futuro: “Avanti, voi che credete di viaggiare; / non siete voi quelli che videro il porto / allontanarsi, né quelli che sbarcheranno. / Qui tra la sponda di qua e quella lontana / mentre il tempo è sospeso, considerate il futuro / e il passato con mente imparziale.”.
Riprende poi la riflessione sulla Bhagavad-Gita, e il poeta afferma che l'unica vera azione è “il tempo della morte”, e che esso “è in ogni momento”. Questa unica azione sarà quella che darà frutto nella vita delle altre persone, e seguendo Krishna Eliot conclude che non bisogna preoccuparsi di tale frutto, ma è necessario procedere sempre, disinteressatamente, in avanti, con quest'unica consapevolezza.
Il tempo si conclude con un intenso richiamo ai diversi destini che i viaggiatori incontreranno: chi giungerà al porto, chi invece avrà “il corpo / che soffrirà la prova e il giudizio del mare, / o qualsiasi altra fine” (in quest'ultimo verso vi è un evidente richiamo alla “morte per acqua” della Waste Land). Per tutti, questa è la vera ed unica destinazione: andare avanti, come disse Krishna ad Arjuna prima del combattimento che l'attendeva.
La chiusa del tempo, secca, lapidaria, riprende ancora l'esortazione di Ulisse secondo Dante: “Non buon viaggio / ma avanti, viaggiatori.”.

### IV tempo
Il quarto tempo, che apparentemente sembra solo una semplice e intensa preghiera alla Vergine da parte dei naviganti del mare e soprattutto da parte dei loro famigliari che li attendono trepidanti ogni volta che essi escono in mare, è in realtà il punto culminante di connessione con il tema della “morte per acqua” che ha una fondamentale importanza nella Terra desolata, rappresentando il momento della “rigenerazione” secondo i riti della vegetazione descritti da Jessie Weston nel libro “From ritual to romance”, che tanta parte ebbe nell'ispirare a Eliot i temi principali della “Terra desolata”.
La connessione è sottolineata dall'identità della situazione descritta in entrambi i testi poetici, trattandosi del momento della morte, appunto “nell'acqua e per acqua”, che porta alla purificazione ed alla rinascita. Solo che, mentre nella quarta parte della Terra desolata la rigenerazione viene descritta in modo quasi sacrale come un attraversamento degli “stadi dell'età e della giovinezza / entrando nel vortice”, qui invece si sottolinea la necessità di un aiuto che permetta il verificarsi del mutamento ed il compiersi della salvezza. E l'aiuto, specificatamente, viene fatto consistere nella “preghiera” che la Vergine stessa distende sopra tutti coloro che affrontano il viaggio pieno di ostacoli e pericoli della vita (il mare è qui simbolo della vita e dell'eternità).
Il tempo inizia evocando la visione di un santuario su un promontorio, in alto sul mare, da cui è possibile spaziare con lo sguardo fino all'orizzonte. Il poeta chiede alla Vergine di pregare per tutti coloro che si trovano sul mare, coloro che svolgono un lavoro legato al mare (pesca, commercio), e “coloro che li guidano”, intendendo simbolicamente riferirsi a tutte le categorie di uomini, compresi coloro che hanno il compito di guidare gli altri uomini lungo i sentieri del mare e della vita.
Viene poi chiesta una preghiera per le persone legate a chi vive e lavora sul mare, in particolare “le donne che hanno visto i loro figli o mariti / partire e non tornare”; in questo momento l'intensità della preghiera aumenta sotto la spinta del dolore vissuto dalle persone che hanno perso i loro cari, ed il poeta accosta in due versi l'inizio della preghiera di Bernardo di Chiaravalle nel Paradiso di Dante (canto XXXIII, 1) alla definizione, data sempre da San Bernardo, della regalità celeste di Maria (canto XXXI, 100): “figlia del tuo figlio, / regina del Cielo”.
Il pensiero del poeta si allarga e giunge a chiedere una preghiera anche per tutti i “viaggiatori della vita” che finirono il loro cammino “sulla sabbia, nelle labbra del mare, / o nella gola oscura che non li renderà / o dovunque non possono essere raggiunti dal suono dell'eterno angelus / della campana del mare.”
In questo finale appaiono due immagini assai importanti: la prima è l'immagine dell'”angelus”, che è una breve preghiera concentrata sul ricordo e sulla meditazione del mistero dell'Incarnazione di Cristo, uno dei principali temi di questo quartetto, visto in sostanza come il momento ed il punto d'incontro tra il tempo e l'eternità.
Insieme a questa immagine, ritorna anche la visione della campana, che già era stata evocata nel primo tempo del quartetto, “misura di un tempo che non è il nostro”, a simboleggiare la costante presenza dell'eternità nel momento fondamentale (quello dell”unica vera azione”, come detto nel terzo tempo) della vita di ogni essere umano. Il testo sembra indicare che il poeta chiede la presenza e l'aiuto della Vergine anche in quelle situazioni che sembrano apparentemente più lontane dall'influsso dell'eternità (simboleggiata dalla campana) e dall'azione salvifica che è effetto e conseguenza dell'Incarnazione. Nel testo originale inglese la musicalità della chiusa sembra sottolineare maggiormente questo significato; l'accento della frase si proietta verso la fine, cadendo proprio sull'ultima parola: “or wherever cannot reach them the sound of the sea bell's / perpetual angelus.”.

### V tempo
Il quinto tempo inizia passando in rassegna i vari modi che hanno gli uomini di interrogare il futuro, collegati tutti più o meno con l'esoterismo e la magia: conversazione con gli spiriti, oroscopi, chiromanzia, studio dei cristalli, lettura dei tarocchi o delle foglie di tè, analisi dell'inconscio o dei sogni. Tutte queste cose sono definite dal poeta come “consueti / passatempi e droghe, e rubriche dei giornali: / e lo saranno sempre, specie alcuni di essi, / quando le nazioni sono in pericolo e vi è perplessità”.
Eliot afferma qui che gli uomini hanno in genere curiosità di conoscere la relazione tra passato e futuro, all'interno della dimensione del tempo, ma sfuggono di solito alla ricerca circa l'eternità e la sua relazione con il tempo: "comprendere / il punto di intersezione del senza tempo / col tempo, è un'occupazione per i santi". Ma in realtà non si tratta neppure di un'occupazione, come se fosse un lavoro, un impegno, una fatica: questa comprensione è anzitutto un dono, che può essere dato e tolto nell'ambito di una “morte dell'intera vita nell'amore, / nell'ardore, nell'altruismo e nella condiscendenza.”.
Per la maggior parte di noi non vi è questa comprensione, perché non vi è “attenzione”, ed esiste solo il “momento / a cui non si bada, dentro e fuori dal tempo”, (qui Eliot richiama un passaggio del settimo coro della “Rocca”, un'opera teatrale in poesia che scrisse nel 1934 come meditazione sul mistero dell'Incarnazione e della Chiesa: “un momento nel tempo e del tempo, / un momento non fuori dal tempo, ma nel tempo, in ciò che noi chiamiamo storia”). I momenti di “illuminazione” vengono ignorati nella distrazione e nel disinteresse: in genere noi ci limitiamo a fare “congetture”, senza lasciarci veramente inondare e riempire da tali momenti.
Qui Eliot rievoca, in una sintesi di tutti i temi affrontati nei poemetti precedenti, il “giardino delle rose” e tutti gli altri momenti di “illuminazione” precedentemente descritti, come per esempio “una musica sentita così profondamente / che non è affatto sentita, ma voi siete la musica / finché essa dura.”. Tutti questi momenti di illuminazione finiscono per trovare il loro significato unificante nell'Incarnazione, che è il “punto di intersezione” tra il tempo e l'eternità, che illumina l'intera storia del mondo e che in realtà non è altro che “l'accenno, mezzo indovinato, il dono mezzo compreso”. In essa, passato e futuro, essere e azione sono riconciliati, e si scopre che “l'azione giusta è libertà / anche dal passato e dal futuro.”.
Il poeta afferma in conclusione che è questo lo scopo ultimo della nostra vita, anche se appare irraggiungibile, e riprende l'invito di Ulisse (già citato nel finale di East Coker) a continuare comunque a tentare l'impresa di andare oltre la barriera del tempo, restando infine contenti se il nostro ritorno nel tempo, “(non troppo lontano dal tasso) / alimenta la vita di un suolo che ha senso.”. Questi due ultimi versi accennano chiaramente al significato di “rinascita spirituale” attribuito dall'Incarnazione alla morte, evocata dal richiamo alla pianta cimiteriale del tasso (citato nel quarto tempo di Burnt Norton) e dal riferimento al suolo che accoglie le spoglie dei morti. Essa, invece di essere una caduta nell'abisso dell'insignificanza diventa l'entrata nell'eternità ed acquista perciò un senso profondo, colorandosi di speranza.

## Tematiche
Le immagini centrali di The Dry Salvages sono l'acqua e il mare. Esse sono simili a come sono descritte nell'Odissea ma si riferiscono a delle realtà interiori. L'umanità perde se stessa inseguendo la tecnologia e teorie come quella dell'evoluzione che separano filosoficamente il genere umano dal proprio passato. Secondo Eliot, in ogni uomo esiste un collegamento con l'intera umanità. Se noi accettiamo solo di andare alla deriva sul mare, allora finiremo a fracassarci contro gli scogli. Siamo limitati dal tempo, ma l'Annunciazione ha dato all'umanità la speranza di riuscire a trascendere il tempo. Questa speranza non riguarda però il presente. Ciò che dovremmo fare è comprendere gli schemi del passato per scoprire che esiste un significato da trovare. La scoperta di questo significato permette di sperimentare l'eternità attraverso dei momenti di rivelazione. Mediante la conoscenza di Cristo noi riusciamo a superare il limite del tempo, la nostra corruzione può essere vinta e diventiamo in grado di unirci all'eternità.
Parlando del passato, Eliot evoca le immagini del peccato originale e della caduta di Adamo e rileva che simili eventi possono essere dimenticati, tuttavia essi influenzano ancora l'umanità. Eliot inserisce la figura di Krishna per discutere sulla relazione tra passato e futuro: Krishna, parlando ad Arjuna, afferma che la morte può giungere in ogni momento e che gli uomini dovrebbero cercare sempre la volontà divina invece di preoccuparsi delle conseguenze delle proprie azioni. Se un individuo seguisse le parole di Krishna, allora riuscirebbe a liberarsi dalle limitazioni del tempo. Perfino se questo risultato non venisse pienamente raggiunto, lo sforzo di tentare di conseguirlo sarebbe comunque importante. L'umanità può comprendere la volontà divina attraverso la preghiera e mediante il potere dello Spirito Santo.
Molte immagini si ricollegano a dei suoi lavori precedenti. L'immagine della vita come una barca alla deriva con una falla è simile al capitolo sulla "morte per acqua" della Terra desolata. Come quelle sulla vecchiaia e sull'esperienza che si trovano in East Coker, questa immagine sottolinea il bisogno di guardare alla totalità della vita e di cercare di vedere le cose oltre la limitazione del tempo. Gli uomini devono andare avanti e progredire, ma non devono concentrarsi su quello che possono ottenere in futuro. La preghiera alla Vergine Maria è intesa come un aiuto nel viaggio che porta alla comprensione dell'eternità e dell'Annunciazione. È Maria che guiderà i naviganti verso il loro vero porto. Eliot si richiama inoltre al passato della sua famiglia; i Dry Salvages facevano parte del paesaggio che il suo antenato Andrew Eliot vide quando raggiunse l'America nel 1669.

## Fonti
Una parte di The Dry Salvages si riferisce all'adesione di Eliot alla Chiesa Anglicana e alla sua ricerca personale del divino. Ci sono anche molti riferimenti a eventi e luoghi che Eliot conobbe nell'infanzia. Quanto ai riferimenti letterari, Eliot inserisce la discussione tra Krishna e Arjuna tratta dalla Bhagavad-Gita sull'agire conformemente al volere divino insieme ad allusioni al Paradiso di Dante, alla filosofia di Eraclito, e al Book of Common Prayer. Riguardo a questi riferimenti, Eliot aveva contrassegnato le edizioni da lui possedute delle opere citate per indicare in quale punto aveva usato delle citazioni o allusioni nei suoi versi. In particolare, la sua edizione del Mahābhārata include una pagina aggiunta in cui Eliot confronta le scene di battaglia con il testo di The Dry Salvages.

## Giudizio della critica
Una recensione nel supplemento letterario del Times del 4 settembre 1941 ha affermato che nella poesia "c'è una nota di quiescenza, addirittura una desolata rassegnazione" e che essa "ha perso quel tocco di vivacità che serpeggiava nella logica delle poesie precedenti". Successivamente, Bernard Bergonzi ha dichiarato che "'The Dry Salvages' è l'opera meno soddisfacente della raccolta, benché allo stesso tempo contenga alcuni dei suoi versi migliori. I versi dell'apertura sono mediocri, in un debole stile alla Whitman. Tuttavia il testo si riprende improvvisamente alle parole: 'Il fiume è dentro di noi', e da lì fino alla fine del capitolo abbiamo una sequenza splendidamente sostenuta". F. B. Pinion ha scritto che "'The Dry Salvages' è una poesia complessa, discontinua, e abbastanza prosaica, in cui Eliot continua a dire la stessa cosa, con qualche avanzamento, specie per quanto riguarda le immagini e le metafore sul mare".